# Підкарпатське воєводство
Підкарпатське воєводство (пол. Województwo podkarpackie) — воєводство у південно-східній Польщі; площа 17 846 км², 2 127,3 тис. мешканців (2015), головне місто Ряшів. До складу П. в. входять колишні українські етнічні землі: Лемківщина, західна Бойківщина, Посяння і північно-західна частина Галичини (Любачівський повіт). Після примусового виселення українців на території на заході та півночі Польщі, що до 1945 належали Німеччині та масової депортації українського населення Польщі до УРСР у 1944—1947 роках у Підкарпатському воєводстві живе ще близько 20 000 етнічних українців.

## Історія
У 1772 році утворили Королівство Галичини та Володимирії як нову адміністративну одиницю Габсбурзької монархії. Королівство постало в результаті анексії австрійцями Галичини після першого поділу Республіки Обох Націй (Речі Посполитої). У 1815 р., згідно з рішеннями Віденського конгресу, Люблінську область і навколишній край (Нова, або Західна Галичина) Австрія віддала Польщі, якою управляла Російська імперія, а Тернопільський край та Південне Поділля були повернені Австрії Росією, яка володіла ними з 1809 року. Велике місто Краків і навколишня територія (колись також частина Нової, або Західної Галичини) стали Вільним містом Краковом.
У 1830-х у східній частині Галичині розпочалось національне пробудження серед русинів.
1846 року було найбільше селянське повстання в Галичині, власне, у Західній Галичині. Розгромили 474 панські двори, вбили 728 поміщиків, управителів, дрібних шляхтичів. В окремих округах розгромили від 19,2 до 89,1 % поміщицьких маєтків.
У 1848 р. революції відбулися у Відні й інших частинах Австрійської імперії. У Львові 2 травня 1848 була створена Головна Руська Рада (ГРР) — самоврядний орган русинів-українців на чолі з єпископом Григорієм Яхимовичем; 23 травня 1848 польськими шляхтичами українського походження «Руський Собор» — антипод Головної Руської Ради. Також була сформована Польська Національна Рада (раніше ГРР).
Перед оголошенням рішення Відня залишки панщини скасував губернатор Франц фон Штадіон у спробі зірвати революцію. Окрім того, польським закидам на Галицьку автономію протистояли запити русинів про національну рівність і розділення Галичини на Східну — русинську, і Західну — польську частину.
У 1859 р., після австрійської військової поразки в Італії, імперія розпочала конституційні експерименти. У 1860 р., Віденський Уряд, під впливом Агенора Голуховського, випустив свій Жовтневий Статут, який являв собою консервативне облаштування федеративної імперії, але негативний відгук на нього в німецькомовних землях призвів до змін в уряді і видання Лютневого Акту, який припиняв децентралізацію. Проте, у 1861 р., Галичині були надані Законодавчий Сейм (гал. Сойм). У цей же рік розпочались заворушення в Російській Польщі, які мали деяке поширення в Галичині. Сейм припиняв збори. У 1863 в «конгресовій» (російській) Польщі вибухнуло національне повстання, тому на 1864—1865 рр. австрійський уряд оголосив стан облоги в Галичині, тимчасово припинивши громадські свободи. У 1865 були повернені громадські свободи і продовжені переговори про автономію між польською аристократією і Віднем.
Тим часом серед частини русинів виник рух за з'єднання з Росією. Екстремісти цього руху були відомі як «москвофіли». Але більшість русинів покладали надії на національну рівність і поділ Галичини за етнічною ознакою.
Після австро-угорської угоди у лютому 1867 Австрійська імперія була перетворена на дуалістичну Австро-Угорщину. Хоча польські та чеські плани щодо входження відповідних частин монархії у федеральну структуру зазнали невдачі, але стійкий (хоч і повільний) процес лібералізації австрійського правління почався і в Галичині.
Представники польської аристократії й інтелігенції звернулися до цісаря з проханням про збільшення автономії для Галичини. Їхні вимоги не були прийняті відразу, але дали на майбутні роки вектор у напрямі збільшення автономії регіону. Від 1873 Галичина була de facto автономною провінцією Австро-Угорщини з польською і (в набагато меншій мірі) українською офіційними мовами. Германізацію було припинено, цензуру зменшено. Галичина адміністративно ввійшла до складу Цислейтанії, але Галицький Сейм і провінційна адміністрація мали обширні повноваження та прерогативи, особливо в освіті, культурі та місцевих справах.
Під час Першої світової війни Галичина стала місцем важких боїв між Росією і Центральними державами. Російські війська зайняли більшість краю в 1914, завдавши поразки австро-угорській армії на Східному фронті в перші місяці війни. Проте вони були витиснуті звідти навесні і влітку 1915 об'єднаними німецько-австро-угорськими силами.
Після утворення ЗУНР колишнє Королівство Галичини та Володимирії увійшло до її складу згідно з «Тимчасовим основним законом» від 13 листопада 1918 року. У 1918 році Західна Галичина стала частиною відновленої Польщі, яка зброєю приєднала до себе українські самопроголошені держави Східної Галичини — Західно-Українську Народну Республіку та Лемко-Русинську Республіку. В 1919 році Польща ліквідувала Команчанську, Східно-Лемківську та Тарнобжезьку республіки. Протягом Польсько-радянської війни в Галичині також існувала Галицька Соціалістична Радянська Республіка. Незважаючи на супротив українців, польська анексія Східної Галичини була визнана міжнародною спільнотою 1923 року.
3 грудня 1920 року утворили Львівське воєводство з міста Львів і 19-ти повітів Східної Галичини (у 17 було переважно українське населення — Бібрка, Чесанів, Добромиль, Дрогобич, Городок, Яворів, Львів повіт, Лісько, Мостиська, Перемишль, Рава, Рудки, Самбір, Сокаль, Старий Самбір, Сянік, Жовква; у двох українці становили меншість — Березів, Ярослав) та 8-ми повітів Західної Галичини (у шести українці становили меншість — Коросно, Ланьцут, Нисько, Переворськ, Ряшів, Стрижів; два повіти були з чисто польським населенням — Тарнобжег, Кольбушова). Воєводство проіснувало до радянського вторгнення на територію Польщі до 27 листопада 1939 році.
У 1937—1939 роках розпочалося створення і модернізація підприємств із виробництва зброї. Ряшів став тоді важливим центром авіа та військової промисловості. Динамічний розвиток перервала Друга світова війна, як результат — місто було частково розгромлено. Після війни місто швидко розширювалось та модернізувалось.
Після примусового виселення українців на території на заході та півночі Польщі, що до 1945 належали Німеччині та масової депортації українського населення Польщі до УРСР (Операція «Вісла») у 1944—1947 роках утворилося Ряшівське воєводство, яке фактично після адміністративних реформ із територіальними змінами залишилось з такою назвою до 1998 року. З 1 січня 1999 року — Підкарпадське воєводство. До складу Підкарпатського воєводства входять колишні українські етнічні землі: Лемківщина, Західна Бойківщина, Посяння і північно-західна частина Галичини (Любачівський повіт).

## Загальний опис
Підкарпатське воєводство розташоване на південному сході Польщі і створене досить недавно — у 1999 році після адміністративної реформи. Столиця воєводства — місто Ряшів. Саме Підкарпатське воєводство скидається на клин, що врізається між Словаччиною і Україною.
Тут на півдні вершини Бещад і Низького Бескиду, і схили Перемиського, Динівського, Стшижовського, Ченжковського узгір'їв і Розточчя у центральній частині, і розлогі рівнини на півночі. Ці терени ділять найбільші річки регіону — Сян і Віслок. Майже половина території воєводства — ліси, що охороняються. Тут містяться Бещадський і Маґурський Національні парки, 10 ландшафтних парків, 16 територій з цінними ландшафтами, 70 заповідників. У воєводстві чимало джерел мінеральної води.
Підкарпатське воєводство межує:
- на заході — з Малопольським воєводством,
- на півдні — зі Словаччиною (Пряшівський край),
- на сході — з Україною (Закарпатська та Львівська області),
- на півночі — з Люблінським воєводством,
- на північному заході — зі Свентокшиським воєводством.

Воєводство розташовано на фізико-географічному мезорегіоні Підгуже Жешовське.

## Міста з населенням понад 40 000
| Місто         | Населення | Площа     |
| ------------- | --------- | --------- |
| Ряшів         | 165 539   | 77,70 км² |
| Перемишль     | 66 909    | 43,66 км² |
| Стальова Воля | 66 097    | 82,41 км² |
| Мелець        | 61 241    | 47,36 км² |
| Тарнобжег     | 50 115    | 85,83 км² |
| Коросно       | 47 817    | 43,48 км² |
| Дембиця       | 47 054    | 33,72 км² |
| Ярослав       | 40 677    | 34,46 км² |

## Адміністративний поділ Підкарпатського воєводства
- Міста на правах повіту (Міські повіти):
  - Ряшів
  - Коросно
  - Перемишль
  - Тарнобжег
- Сільські повіти:
  - Бещадський => Устрики-Долішні
  - Березівський => Березів
  - Дембицький => Дембиця
  - Кольбушовський => Колбушова
  - Коросненський => Коросно
  - Ліський => Лісько
  - Лежайський => Лежайськ
  - Любачівський => Любачів
  - Ланцуцький => Ланцут
  - Мелецький => Мелець
  - Ніжанський => Нисько
  - Перемишльський => Перемишль
  - Переворський => Переворськ
  - Ропчицько-Сензішовський => Ропчиці
  - Ряшівський => Ряшів
  - Сяніцький => Сянік
  - Стальововольський => Стальова Воля
  - Стрижівський => Стрижів
  - Тарнобжезький => Тарнобжег
  - Ярославський => Ярослав
  - Ясельський => Ясло
- Села:
  - Вербна
  - Вілька Полкинська
  - Команча
  - Пакошівка
  - Полкіни
  - Радруж

## Населення
За даними перепису населення 2002 року, національний склад воєводства був таким:
- поляки — 2 079 208 (98,8 %)
- українці — 3 271 (0,2 %)
- цигани — 717
- лемки — 147
- американці — 129
- росіяни — 128
- німці — 116
- італійці — 108
- не вказали — 19 055 (0,9 %)